# Ömans hörna
Ömans hörna på Storgatan 39 (Haren 4 och 11) och Stationsgatan 7 (Haren 12) är en fastighet vars huvudbyggnad uppfördes 1848 på Storgatan i Skellefteå.

## Historia
Tomten köptes i samband med att Skellefteå blev stad av handelsmannen Didrik Gebhardt. År 1848 lät han där bygga en av stadens första byggnader. Familjen Sidenmark köpte fastigheten 1866 och de drev handel i byggnaden. Ett magasin uppfördes på fastigheten 1881, en flygelbyggnad mot Stationsgatan 1899 och ett stall 1905.
År 1912 såldes fastigheten till familjen Öman som startade verksamheten AB MF Öman i byggnaden. Där såldes bland annat manufaktur, golv, mattor och kolonialvaror. Från byarna anlände man dit med häst och vagn och stall fanns på gården för övernattande kunder. I detaljplanen från 1954 fanns ett beslut om att riva byggnaderna och uppföra funkishus. Detta beslut genomfördes dock aldrig.
Fastigheten fanns i familjen Ömans ägo fram till 1981. Enligt detaljplanen från 1990 skulle gårdshusen rivas och ersättas med nya byggnader i tre plan. Samtidigt skulle gården få två källarvåning för parkering och förråd/skyddsrum. De dåvarande ägarna erhöll 2007 godkännande från Skellefteå kommun att inreda lägenheter i huvudbyggnaden och flygeln samt att justera fasaderna på dessa så att de skulle återgå till hur de såg ut i början av 1900-talet. Bland annat skulle skyltfönster tas bort och takkupor byggas. År 2013 renoverades huvudbyggnaden och 2019 flyttade butiken Ömans till Solbacken. Huvudbyggnaden har därefter använts som kontor.

## Byggnader

### Huvudbyggnad
Storgatan 39 (Haren 11)

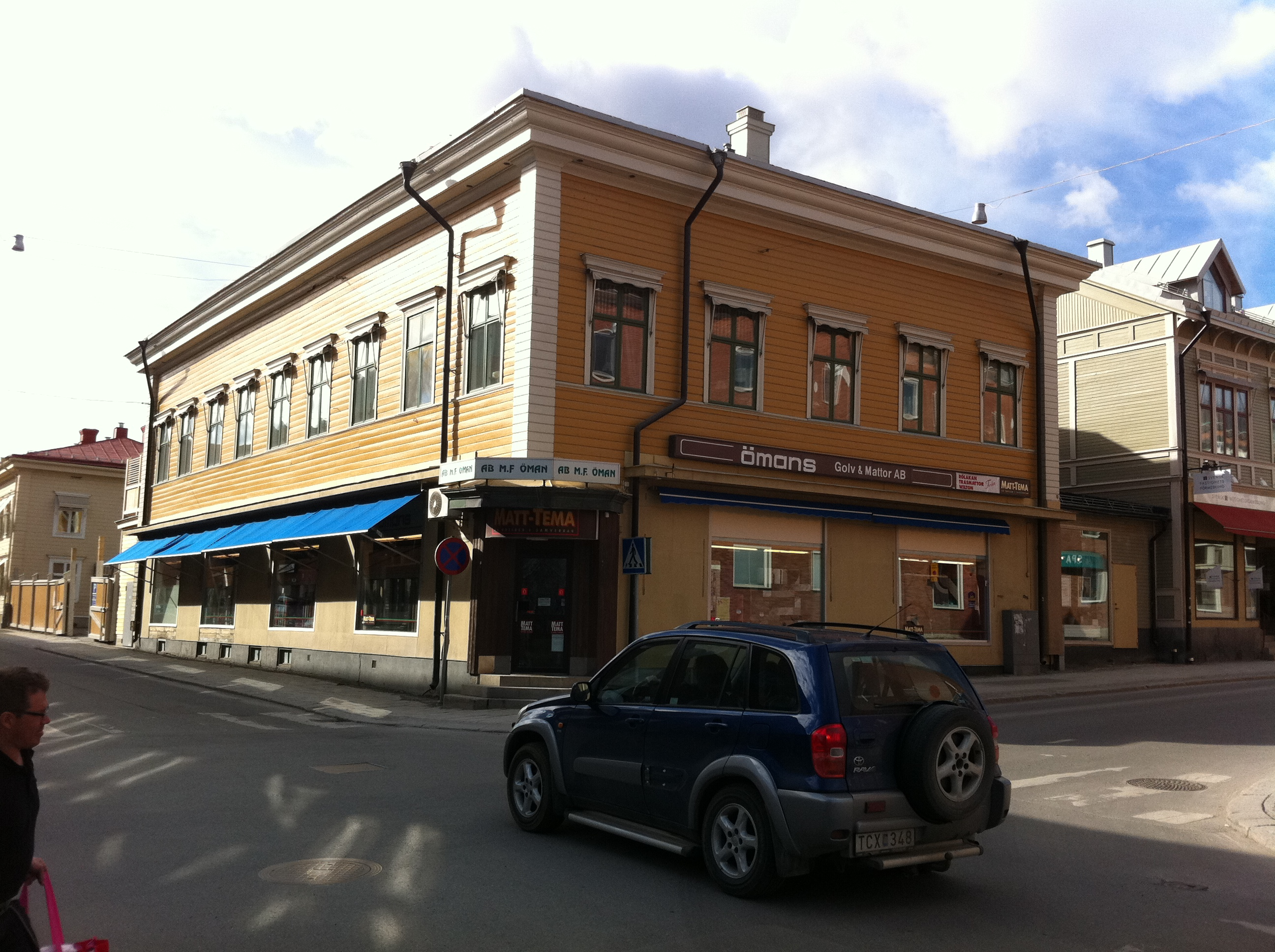
Huvudbyggnaden (2011).

Huvudbyggnaden är ett typiskt borgarhus som uppfördes i norra Sverige och Finland i slutet av 1700-talet och början av 1800-talet. Byggnaden är uppförd i två våningar och har en tvåfilig planlösning. Huskroppen har rektangulära plan. Dess karaktäristiska valmade sadeltak utgörs av falsad plåt och har en kraftfullt profilerad takfot. Byggnaden  har en stomme av timmer som klätts för att efterlikna de stenhus som uppfördes under samma period. Trenden var empirebetonad med "mycket kraftiga profilerade taklister, tunna horisontallister och breda hörnpilastrar". Fasaden har liggande kälspontpanel och markerade knutpilastrar. År 1894 gjordes en tillbyggnad mot väster bestående av ett murat kassavalv.

### Flygel
Stationsgatan 7 (Haren 12)
Flygelbyggnaden uppfördes 1899 och ligger mot Stationsgatan. Ritningarna gjordes av byggmästare Nikanor Sjöström och Stilen är typisk för sekelskiftets trästil.
Ursprungligen innehöll bottenvåningen drängstuga, bagarstuga och ett övernattningsrum för långväga kunder. Huset är ett knubbhus med en stomme från familjen Sidenmarks sågverk. Knubben är klädd med "fasadspontpanel i fält mellan släta bräder och genombrutna konsoler under det långt utskjutande taket". Sadeltaket är täckt med falsad plåt. Det utstickande taksprånget bärs upp av en konsolfris. Ursprungligen fanns takkupor, dessa rekonstruerades 2008.

### Magasin
(Haren 4)
Magasinet uppfördes 1881 och beskrevs på 1970-talet som ett "ett välbevarat exempel på en stor handelsgårds ekonomibyggnad". Magasinet var uppfört i timmer. Det brädslogs inte utan målades rött. På huset fanns vita listverk och svarta luckor. Magasinet monterades ner under 2010-talet och tanken var att det skulle återupplivas på Stämningsgården. År 2018 började det istället byggas upp i Renbergsvattnet.

### Stall
Stallbyggnaden uppfördes 1905.